# Catherine Leterrier
Pour les articles homonymes, voir Leterrier.
Catherine Leterrier (née le 26 octobre 1942 à Aix-les-Bains (Savoie)) est une costumière et cheffe décoratrice française, césarisée pour son travail sur les films Jeanne d’Arc, Bon voyage et Coco avant Chanel.

## Biographie

### Vie privée et études
Catherine Leterrier naît Catherine Fabius le 26 octobre 1942,. Elle est la fille de l'antiquaire André Fabius et la sœur ainée de l'homme politique Laurent Fabius et de l'antiquaire François Fabius. Enfant, elle grandit parmi les meubles et les œuvres d'art que possédait son père et est initiée à la mode par sa mère.
Elle épouse le réalisateur François Leterrier avec qui elle a, en 1973, un fils, le réalisateur Louis Leterrier.
Elle est la marraine de la fille de Sigourney Weaver.

### Carrière
Elle fait des études d'histoire de l'art puis réalise un stage chez le magazine Marie-Claire. Sa rédactrice en chef lui recommande de prendre des cours de stylisme, et elle suit les cours de la chambre syndicale de la couture à Paris. Elle devient styliste de mode spécialisée dans la maille et fabrique des pull-overs.
En 1973, elle travaille pour la première fois pour le cinéma, pour un film de son mari François Leterrier. Des réalisateurs comme Jean-Paul Rappeneau et Alain Resnais, amis de son mari, lui proposent d'aider à réaliser des costumes. Elle réalise tout d'abord ce travail de façon bénévole, puis commence à être payée. À partir de la fin des années 1970, elle se consacre uniquement au cinéma.
En 2004, elle reçoit avec Jacques Rouxel le César des meilleurs décors pour Bon Voyage,.
En 2009, elle réalise les costumes pour l'opéra La Traviata mis en scène par Frédéric Bélier-Garcia en ouverture du festival des Chorégies d'Orange.
En 2021, elle est membre du jury de la 14e édition du festival du film francophone d'Angoulême aux côtés de Nicole Garcia, Antonin Baudry et Leïla Kaddour.
Elle est costumière pour Bernadette, premier film de Léa Domenach sorti en 2023, pour lequel elle copie deux looks historiques et imagine une vingtaine de tenues supplémentaires.

## Costumière pour films
- 1973 : Projection privée de François Leterrier
- 1975 : L'important c'est d'aimer d'Andrzej Żuławski
- 1975 : Le Sauvage de Jean-Paul Rappeneau
- 1976 : Milady de François Leterrier (TV)
- 1977 : Providence d'Alain Resnais
- 1977 : Violette et François de Jacques Rouffio
- 1977 : L'Imprécateur de Jean-Louis Bertuccelli
- 1977 : Good-bye, Emmanuelle de François Leterrier
- 1978 : Tendre Poulet de Philippe de Broca
- 1978 : Le Sucre de Jacques Rouffio
- 1979 : Le Cavaleur de Philippe de Broca
- 1979 : French Postcards de Willard Huyck
- 1980 : On a volé la cuisse de Jupiter de Philippe de Broca
- 1980 : Je vais craquer de François Leterrier
- 1980 : Mon oncle d'Amérique d'Alain Resnais
- 1980 : Fantômas de Claude Chabrol et Juan Luis Buñuel (TV)
- 1981 : Psy de Philippe de Broca
- 1981 : Rends-moi la clé de Gérard Pirès
- 1981 : Les Uns et les Autres de Claude Lelouch
- 1981 : Quand tu seras débloqué, fais-moi signe ! de François Leterrier
- 1982 : Tout feu, tout flamme de Jean-Paul Rappeneau
- 1982 : L'Étoile du Nord de Pierre Granier-Deferre
- 1982 : La Passante du Sans-Souci de Jacques Rouffio
- 1983 : Édith et Marcel de Claude Lelouch
- 1983 : La vie est un roman d'Alain Resnais
- 1983 : La Crime de Philippe Labro
- 1983 : Papy fait de la résistance de Jean-Marie Poiré
- 1984 : Viva la vie de Claude Lelouch
- 1984 : L'Amour à mort d'Alain Resnais
- 1984 : Le Jumeau d'Yves Robert
- 1985 : Tranches de vie de François Leterrier
- 1986 : La Vie dissolue de Gérard Floque de Georges Lautner
- 1986 : Mélo d'Alain Resnais
- 1988 : Gorilles dans la brume de Michael Apted
- 1988 : L'Étudiante de Claude Pinoteau
- 1989 : La Révolution française de Robert Enrico et Richard T. Heffron
- 1989 : I Want to Go Home d'Alain Resnais
- 1990 : Milou en mai de Louis Malle
- 1991 : La vieille qui marchait dans la mer de Laurent Heynemann
- 1991 : La Tentation de Vénus d'István Szabó
- 1992 : Les Vaisseaux du cœur d'Andrew Birkin et Rodney McDonald
- 1992 : Max et Jérémie de Claire Devers
- 1993 : Les Visiteurs de Jean-Marie Poiré
- 1993 : La Vengeance d'une blonde de Jeannot Szwarc
- 1993 : La Soif de l'or de Gérard Oury
- 1994 : Le Petit Garçon de Pierre Granier-Deferre
- 1994 : Prêt-à-porter de Robert Altman
- 1995 : Une page d'amour  de Serge Moati (TV)
- 1995 : Fantôme avec chauffeur de Gérard Oury
- 1997 : Les Sœurs Soleil de Jeannot Szwarc
- 1998 : Les Couloirs du temps : Les Visiteurs 2 de Jean-Marie Poiré
- 1999 : Jeanne d'Arc de Luc Besson
- 2000 : La Divine Inspiration (court-métrage) de Claus Drexel
- 2000 : Deux femmes à Paris de Caroline Huppert (TV)
- 2000 : J'ai faim !!! de Florence Quentin
- 2000 : Un aller simple de Laurent Heynemann
- 2001 : Vendredi soir de Claire Denis
- 2002 : La Vérité sur Charlie de Jonathan Demme
- 2002 : Bon voyage de Jean-Paul Rappeneau
- 2003 : Sang blanc (court-métrage) d'Emmanuel Rigaut
- 2004 : Une vie d'Élisabeth Rappeneau (TV)
- 2004 : Palais royal ! de Valérie Lemercier
- 2004 : Les Temps qui changent d'André Téchiné
- 2004 : Princesse Marie de Benoît Jacquot (TV)
- 2005 : Combien tu m'aimes ? de Bertrand Blier
- 2005 : Fauteuils d'orchestre de Danièle Thompson
- 2006 : Une grande année de Ridley Scott
- 2006 : Le Héros de la famille de Thierry Klifa
- 2007 : Après lui de Gaël Morel
- 2007 : La Fille de Monaco d'Anne Fontaine
- 2007 : Mes stars et moi de Lætitia Colombani
- 2008 : Le Code a changé de Danièle Thompson
- 2009 : Coco avant Chanel d'Anne Fontaine
- 2011 : Les Yeux de sa mère de Thierry Klifa
- 2011 : Mon pire cauchemar d'Anne Fontaine
- 2012 : Amour de Michael Haneke
- 2013 : Des gens qui s'embrassent de Danièle Thompson
- 2013 : Girl on a Bicycle de Jeremy Leven
- 2013 : 100% cachemire de Valérie Lemercier
- 2014 : Trois cœurs de Benoît Jacquot
- 2015 : L'Odeur de la mandarine de Gilles Legrand
- 2016 : Mal de pierres de Nicole Garcia
- 2016 : Cézanne et moi de Danièle Thompson
- 2017 : Marie-Francine de Valérie Lemercier
- 2020 : Aline de Valérie Lemercier

## Costumière au théâtre
- 1991 : La Dame de chez Maxim's de Georges Feydeau, mise en scène Bernard Murat, Théâtre Marigny
- 1998 : Deux sur la balançoire de William Gibson, mise en scène Stéphane Hillel, Théâtre Montparnasse
- 2001 : L'Homme du hasard de Yasmina Reza, mise en scène Frédéric Bélier-Garcia, Théâtre de l'Atelier
- 2002 : Même heure l'année prochaine de Bernard Slade, mise en scène Pierre Mondy, Théâtre du Gymnase
- 2004 : La Ronde d’Arthur Schnitzler, mise en scène Frédéric Bélier-Garcia, Théâtre La Criée
- 2005 : Le Butin de Joe Orton, mise en scène Marion Bierry, Théâtre Fontaine
- 2007 : La Cruche cassée d'Heinrich von Kleist, mise en scène Frédéric Bélier-Garcia, La Criée, Théâtre de la Commune
- 2011 : L'Année de la pensée magique de Joan Didion, mise en scène Thierry Klifa, Théâtre de l'Atelier
- 2013 : Phèdre, mise en scène Jean-Louis Martinelli, Théâtre des Amandiers

## Costumière à l'opéra
- 2003 : Verlaine-Paul de Georges Bœuf et Franck Venaille, mise en scène Frédéric Bélier-Garcia, La Criée
- 2005 : Don Giovanni de Mozart, mise en scène Frédéric Bélier-Garcia, Opéra de Marseille
- 2009 : La Traviata de Giuseppe Verdi, mise en scène Frédéric Bélier-Garcia, Chorégies d'Orange

## Distinctions

### Récompenses
- 2000 : César des meilleurs costumes pour Jeanne d'Arc
- 2004 : César du meilleur décor pour Bon voyage
- 2010 : César des meilleurs costumes pour Coco avant Chanel

### Nominations
- 1987 : César des meilleurs costumes pour Mélo
- 1990 : César des meilleurs costumes pour La Révolution française
- 1991 : Molière du créateur de costumes pour La Dame de chez Maxim's
- 1994 : César des meilleurs costumes pour Les Visiteurs
- 2004 : César des meilleurs costumes pour Bon voyage
- 2010 : Prix du cinéma européen pour la création des costumes de Coco avant Chanel
- 2010 : Bafta des meilleurs costumes pour Coco avant Chanel
- 2010 : Oscar de la meilleure création de costumes pour Coco avant Chanel
- 2016 : César des meilleurs costumes pour L'Odeur de la mandarine
- 2022 : César des meilleurs costumes pour Aline

### Décorations
- Officière de l'ordre des Arts et des Lettres. Elle est élevée au grade d’officier par l’arrêté du 25 septembre 2017[10].